# Гендерна нерівність у навчальних програмах
Гендерна нерівність у навчальних програмах виявляє ознаки того, що до учениць й учнів не ставляться однаково в різних типах навчальних програм.
Існує два типи навчальних програм: формальні та неформальні. Формальні навчальні програми запроваджуються урядом або навчальним закладом. Крім того, вони визначаються як набори цілей, змісту, ресурсів та оцінки. Неофіційні навчальні програми, також визначені як приховані або неофіційні, стосуються поглядів, цінностей, переконань, припущень, поведінки та неоголошених планів, що лежать в основі процесу навчання. Вони сформульовані окремими особами, родинами, суспільствами, релігіями, культурами та традиціями.
Зокрема, гендерна нерівність є очевидною в навчальних програмах як шкіл, так і педагогічних інститутів. Фізичне виховання є особливо делікатним, оскільки часто виникають проблеми гендерної рівності через упереджене стереотипне ставлення до хлопчиків і дівчаток. Часто вважається, що хлопчики краще займаються фізичними вправами, ніж дівчатка, і що вони краще справляються з «домашніми» справами, включаючи шиття та приготування їжі. Ця віра переважає в багатьох культурах світу і не прив'язана лише до однієї культури.

## Мова навчальної програми та гендер
Деякі цілі навчальної програми показують, що мова, яка використовується, є гендерно упередженою. Дійсно, може статися, що сама мова може передати статус чоловіка чи жінки, а також статус напористості чи покірності. У багатьох культурах «бути чоловіком» виражається мовою як бути впевненим. У Японії, за словами Павленко, жінки, які вивчають японську мову, спонукають «бачити англійську мову як мову розширення можливостей. Студенти стверджують, що … система займенників англійської мови дозволяє їм позиціонувати та виражати себе по-іншому як більш незалежні особи, ніж японською мовою». Цей приклад чітко показує, як мови, що відображають культури, є основою для впровадження гендерної нерівності, висвітлюючи навчальні програми.

## Структура навчального плану та стать
Багато педагогічних освітніх інститутів по всьому світу, які встановлюють навчальні програми, тобто; викладання дипломів, демонструють тривожний недолік щодо питань гендерної рівності. Наприклад, студенти, які підтверджують готовність стати шкільними вчителями, навчаються теорії освіти, психології навчання, методології викладання та керівництву класом, серед іншого, а також один або два практичних курси. У їх підготовці немає жодного акценту на питаннях гендерної рівності. Навіть курси з розробки навчальних програм ігнорують ці питання. Це упущення є дуже проблематичним, і його повинні вирішити розробники навчальних програм. Важливо, щоб питання гендерної рівності були частиною навчальної програми, щоб допомогти майбутнім вчителям бути більш чутливими до питань гендерної рівності. Таким чином, коли вони стають учителями, вони можуть стати агентами змін у своїх школах.

## Зміст навчально-методичних матеріалів та гендер
Кілька досліджень показали, що підручники зміцнюють традиційні погляди на маскулінність і жіночність і заохочують дітей прийняти традиційний гендерний порядок. Наприклад, недавнє дослідження, проведене Костасом (2019) виявило, що персонажі жіночої статі в підручниках початкової освіти зображуються переважно як матері та домогосподарки, тоді як персонажі чоловічої статі ідентифікуються як годувальники. Крім того, вчителі часто використовують матеріали, зокрема тексти, зображення чи приклади, які посилюють стереотипні ролі. Наведені типові приклади включають роль батька (читає газету) і матері (подає вечерю); лікар (чоловік) і медсестра (жінка); грати в м'яч (хлопчик) і розчісувати волосся ляльці (дівчинка). Роблячи це, вчителі також сприяють гендерній упередженості, яка також сприяє дівчатам. Наприклад, знущання і галасливість для хлопців і ввічливість і лагідність для дівчат. Гендерні упередження надають перевагу не тільки чоловікам, а не жінкам; це також може бути навпаки. Вони обидва є негативними, коли розглядають здорові стосунки між учителем і учнем.

## Гендерно рівний навчальний план
Навчальна програма гендерної рівності демонструє різноманітність суспільства, коли збільшується кількість прикладів, які висвітлюють успішних жіночих персонажів у текстах, а також у прикладах, які використовуються під час занять. Навчальні матеріали, включаючи підручники, роздаткові матеріали або робочі зошити, слід вивчати, щоб визначити, чи є вони гендерно упередженими, гендерно нейтральними чи гендерно чутливими/чутливими. Навчальні програми Інститутів педагогічної освіти повинні включати елементи, які визнають у навчальних матеріалах питання, пов'язані з гендерною рівністю, і те, як з цими проблемами можуть зіткнутися вчителі, коли вони отримають професію та почнуть використовувати ці матеріали на своїх уроках.
Якісна навчальна програма повинна включати гендерну рівність як результат викладання та навчання на педагогічних спеціальностях, а також у школах. Освітні системи, які враховують аспекти гендерної рівності, здатні:
- Переглянути структуру навчальної програми, щоб чітко висловити зобов'язання щодо гендерної рівності.
- Підкресліть погляди та цінності, які сприяють гендерній рівності.
- Переконайтеся, що зміст навчальної програми курсу включає цінності та ставлення до гендерної рівності. Перегляньте підручники та навчальні матеріали з урахуванням гендерної проблематики.
- Усуньте гендерні стереотипи, які сприяють увічненню гендерної нерівності.[1]

## Підходи до попередження ґендерної нерівності та ґендерно зумовленого насильства в школі
Профілактику ґендерно зумовленого насильства в школі можна включити до навчальної програми для дітей будь-якого шкільного віку. Теми включають комплексну сексуальну освіту, навчання життєвим навичкам, громадянську освіту та цілеспрямовані підходи до управління агресією, розвитку навичок спостерігача, формування здорових стосунків і захисту від залякування — ці елементи часто поєднуються.

### Приклади

#### Світ починається з мене, Уганда
У 2002 році дві голландські неурядові організації, включаючи World Population Foundation і Butterfly Works, створили курс «Світ починається з мене». Дана низькотехнологічна онлайн-інтерактивна програма статевого виховання раозрахована на учнів віком від 12 до 19 років. У програмі використовуються Девід і Роуз, двоє різностатевих рівних віртуальних педагогів, які проводять учнів через чотирнадцять уроків про самооцінку, здорові стосунки, сексуальний розвиток, безпечніший секс, гендерну рівність і сексуальні права. Кожен урок включає урок типу завдання, наприклад, створення розкадровки, художньої роботи або проведення рольової гри за темою цього уроку. Оцінка програми (з використанням квазіекспериментального дизайну) показала значний позитивний вплив на непримусовий секс серед здобувачів у групах втручання. Дійсно, вони повідомили, що більше впевнені у своїй здатності справлятися з ситуаціями, коли буде застосовано сексуальний тиск і силу.

#### Програми H і M, Бразилія
Названі на честь іспанських і португальських слів для чоловіків і жінок (hombres ісп., homes порт., mujeres ісп., mulheres порт.), програми H і M використовували навчальний план, заснований на фактичних даних, і включали групу освітніх заходи, які були розроблені для проведення в групах одностатевих груп, а також одностатевими фасилітаторами груп, яких зрештою можна вважати гендерно справедливими моделями для наслідування.
Посібники, які використовуються в цих програмах, містять заходи щодо батьківства/материнства та догляду, запобігання насильству, сексуального та репродуктивного здоров'я, включаючи ВІЛ/СНІД, та інші пов'язані питання. Діяльність програми включала мозковий штурм, рольові ігри та інші вправи, які сприяли обмірковуванню учнями того, як соціалізувалися хлопчики та дівчатка, плюси та мінуси цієї соціалізації, а також досліджували переваги зміни певної поведінки.
Програму було оцінено в кількох місцях шляхом переважно квазіекспериментальних досліджень. Це показало докази позитивних змін у гендерно-справедливих ставленнях і поведінці учасників і показало зниження насильства за статтю.

#### Четвертий R, Канада
Ця програма базується на переконанні, що знання та навички взаємодії можна і потрібно навчати так само, як читання, письмо та арифметика, що й дає назву програмі. Програма вивчається з дітьми 8 — 12 класів.
Завдяки п'ятирічному рандомізованому контрольному дослідженню занять з учнями 9 класу (віком від 14 до 15 років) було виявлено, що при порівнянні учні, які проходили стандартні уроки здоров'я, учні (особливо хлопці), які отримували четвертий R, використовували значно менше акти насильства щодо партнера по знайомству до кінця 11 класу.

#### Другий крок, США
Ця програма «Другий крок» навчає таким навичкам, як спілкування, подолання та прийняття рішень з метою допомогти молодим людям справлятися з тиском однолітків, зловживанням психоактивними речовинами, особистим залякуванням та залякуванням в Інтернеті. Вищезазначену програму використовували понад 8 мільйонів учнів у понад 32 тисячах американських шкіл.
Дворічне кластерне рандомізоване клінічне випробування Second Step було проведено за участю понад 3600 учнів 36 середніх шкіл у 6 і 7 класах (віком 11–13 років) у Іллінойсі та Канзасі. Наприкінці програми дослідження виявило, що учні інтервенційних шкіл штату Іллінойс на 39 % рідше повідомляли про вчинення сексуального насильства та на 56 % рідше повідомляли про гомофобні обзивання, ніж учні контрольних шкіл. Однак суттєвої різниці в школах Канзасу не було.

#### Рух за гендерну рівність у школах, Індія
У проекті Руху за гендерну рівність у школах (Gender Equity Movement in Schools — GEMS) використовувалися позакласні заходи, рольові та ігри. Цей проект розпочався у шостому класі та працював протягом двох років із хлопчиками та дівчатками віком 12–14 років у державних школах Гоа, Кота та Мумбаї. У Гоа та Коті це було складено разом із поточною шкільною програмою. У Мумбаї його проводили як незалежний пілотний проект у 45 школах.
На пілотному етапі було реалізовано оцінювальне дослідження, яке використовувало квазіекспериментальний дизайн для оцінки результатів програми на здобувачах. Під час програми дослідження виявило, що здобувачі-учасники більше підтримували дівчат, які здобували вищу освіту та виходили заміж пізніше в житті, а хлопців і чоловіків брали участь у домашніх справах. Однак важливий компонент GEMS, поведінка та ставлення учнів щодо зменшення насильства, дав неоднозначні результати. Після успіху першої пілотної програми підхід GEMS тепер буде застосовано приблизно в 250 школах Мумбаї. Його також розгортають у 20 школах В'єтнаму.